# Манастир Доњи Брчели
Манастир Доње Брчели је мушки манастир Српске православне цркве из 15. века. Припада Митрополији црногорско-приморској.
Старешина манастира је игуман Никон (Кокотовић), са братством на челу од 12. фебруара 2013. године.

## Историја
Налази се у Црмници код Вирпазара и припада митрополији Црногорско-приморској.
Манастирски храм је посвећен Светом Николи. Подигла га је Јелена Балшић, ћерка кнеза Лазара.
Књаз Никола I Петровић је обновио храм 1861. године.
Интересантно је да је у манастиру сахрањен Шћепан Мали.
При врху планине Коњ је пећина, у коју су из манастира Брчела монаси скривали драгоцјености у ратно доба. 
Марко Драговић наводи податак да је овај манастир Светог Николе био филилал манастира светог Николе Врањиснкога. Скадарски бег је дао заштиту монасима из Брчела и Цетињског манастира да им потурице из Жабљака не дирају њихове рибњаке Каруч и Олач. Тада је Цетиње и Црна Гора скадарски санџак.

## Старешине манастира
| Портрет | Име и презиме                     | Време службе  |
| ------- | --------------------------------- | ------------- |
|         | архимандрит Григорије (Траиловић) | 1979—2013     |
|         | јеромонах Никон (Кокотовић)       | 2013—тренутни |